# Элеваторный переулок
Элева́торный переулок — переулок на юге Москвы в районе Бирюлёво Восточное, проходящий от Элеваторной улицы до Касимовской улицы.

## История
Переулок получил своё название в 1990 году по Элеваторной улице, от которой берёт начало, заканчиваясь примыканием к Касимовской улице вблизи Донбасской. К переулку не относится ни один из расположенных на нём домов. 2-й микрорайон Бирюлёво Восточного, по которому проходит переулок, был застроен значительно раньше, поэтому нумерация домов была сохранена.

## Транспорт
По Элеваторному переулку не проходит ни один маршрут общественного транспорта